# Baeyerhöhe
Die Baeyerhöhe ist ein 320,5 m hoher Berg im Meißner Hochland. Die Baeyerhöhe ist der zweithöchste Berg des Landkreises Meißen in Sachsen.

## Geografische Lage

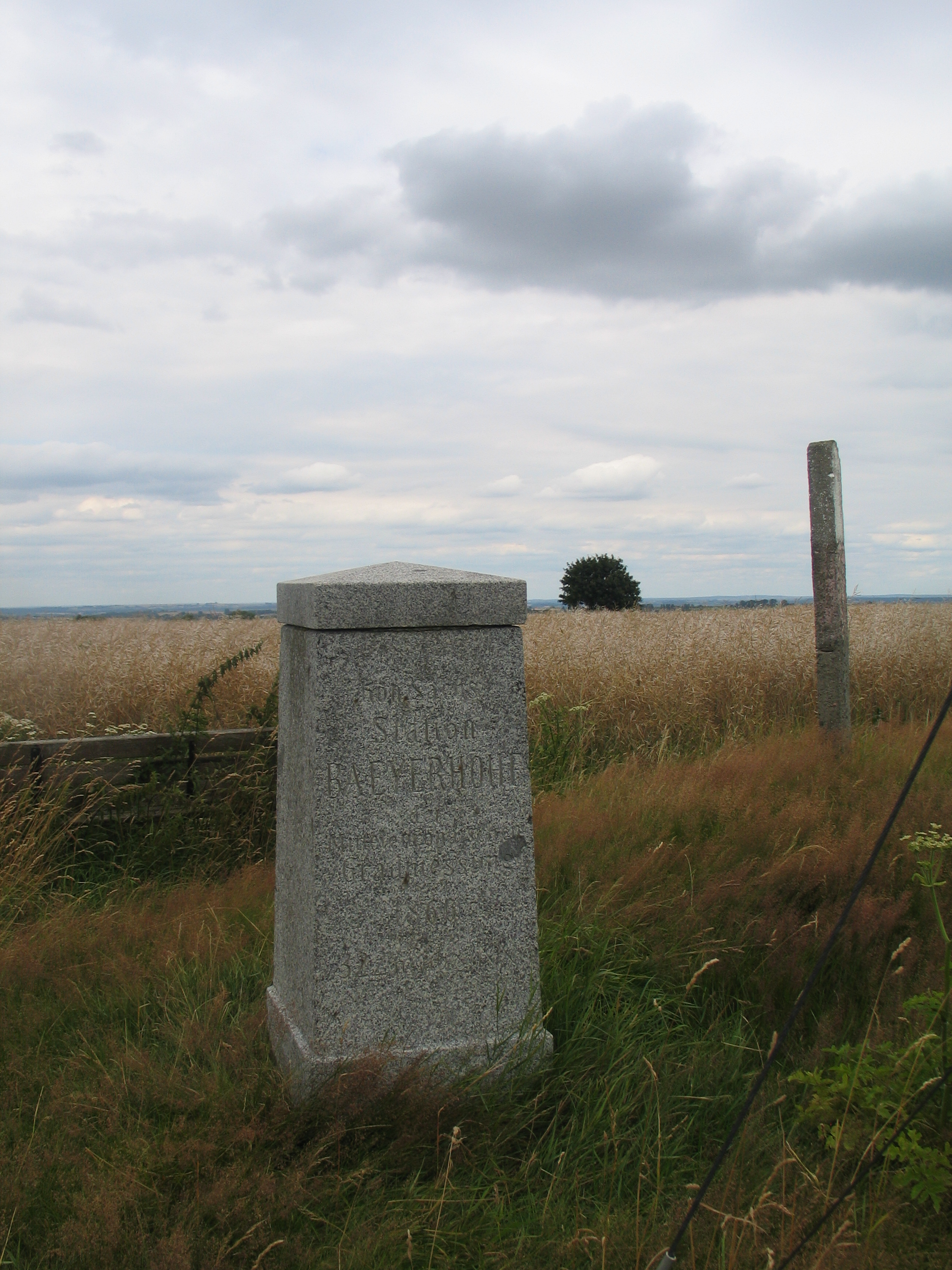
Vermessungssäule auf der Baeyerhöhe

Die Baeyerhöhe liegt zwischen Kleiner Triebisch und Triebisch in der Gemeinde Klipphausen, westlich des Ortsteils Lampersdorf. Im Süden verläuft die Autobahn 4.
Zwischen Taubenheim und Burkhardswalde führt der Fernwanderweg Ostsee-Saaletalsperren über den Berg.

## Geschichte
Als Station Nr. 12 Baeyerhöhe war der Berg in den 1860er-Jahren eine Station 1. Ordnung der Königlich-Sächsischen Triangulation. Aus diesem Grund ist auf dem Gipfel eine Vermessungssäule errichtet worden. Benannt ist die Erhebung nach Johann Jacob Baeyer, dem Begründer der europäischen Gradmessung.